# (5988) Городницкий
(5988) Городницкий (лат. Gorodnitskij) — типичный астероид главного пояса, открыт 1 апреля 1976 года советским астрономом Николаем Черных в Крымской астрофизической обсерватории и 4 мая 1999 года назван в честь советского и российского геофизика, поэта, одиного из основоположников жанра авторской песни Александра Городницкого.

## Обнаружение и именование
(5988) Городницкий
Открыт 1 апреля 1976 года в Научном Н. С. Черных.
Назван в честь русского учёного и барда Александра Моисеевича Городницкого (р. 1933). Выдающийся геолог и океанолог, работающий в Институте океанологии Российской академии наук. Участвовал во многих морских исследовательских экспедициях. Также хорошо известен как автор и исполнитель лирических песен, наполненных романтикой путешествий и исследованием неизведанных земель.
Оригинальный текст (англ.)5988 Gorodnitskij
Discovered 1976-04-01 by Chernykh, N. S. at Nauchnyj.
Named in honor of Aleksandr Moiseevich Gorodnitskij (b. 1933), Russian scientist and bard. A prominent geologist and oceanologist, who works at the Russian Academy of Science's Institute of Oceanology, he has participated in many nautical research expeditions. He is also well known as an author and performer of lyric songs, filled with the romance of voyages and the exploration of novel lands.
Источники: DISCOVERY.DB; M.P.C. 34622.

## Орбита

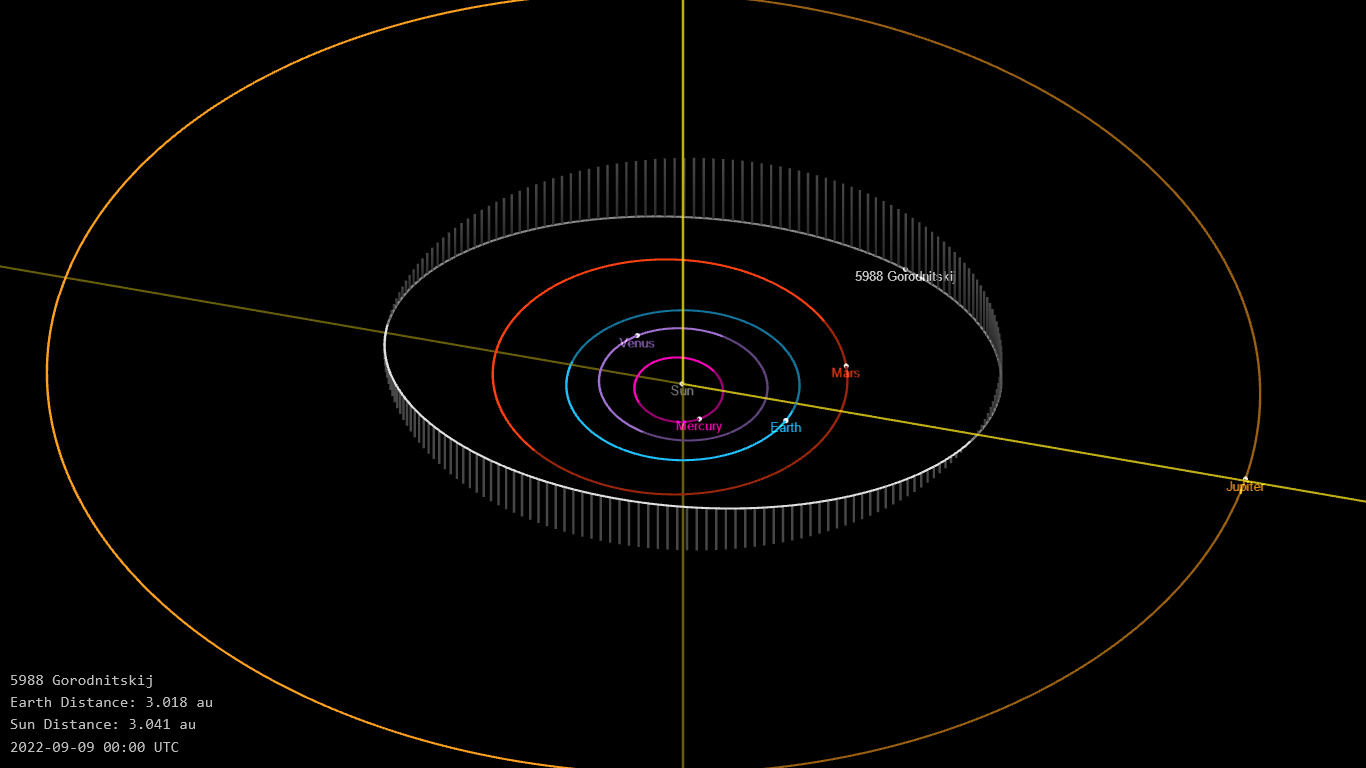
Орбита астероида Городницкий и его положение в Солнечной системе

## Физические характеристики
Астероид относится к таксономическому классу S.
По результатам наблюдений в видимом и ближнем инфракрасном диапазоне космического телескопа NEOWISE диаметр астероида оценивался равным 6,305±0,265 км. Согласно тем же источникам альбедо оценивается как 0,3074±0,0617 и 0,307±0,062.